# Evangelische Kirche (Raibach)

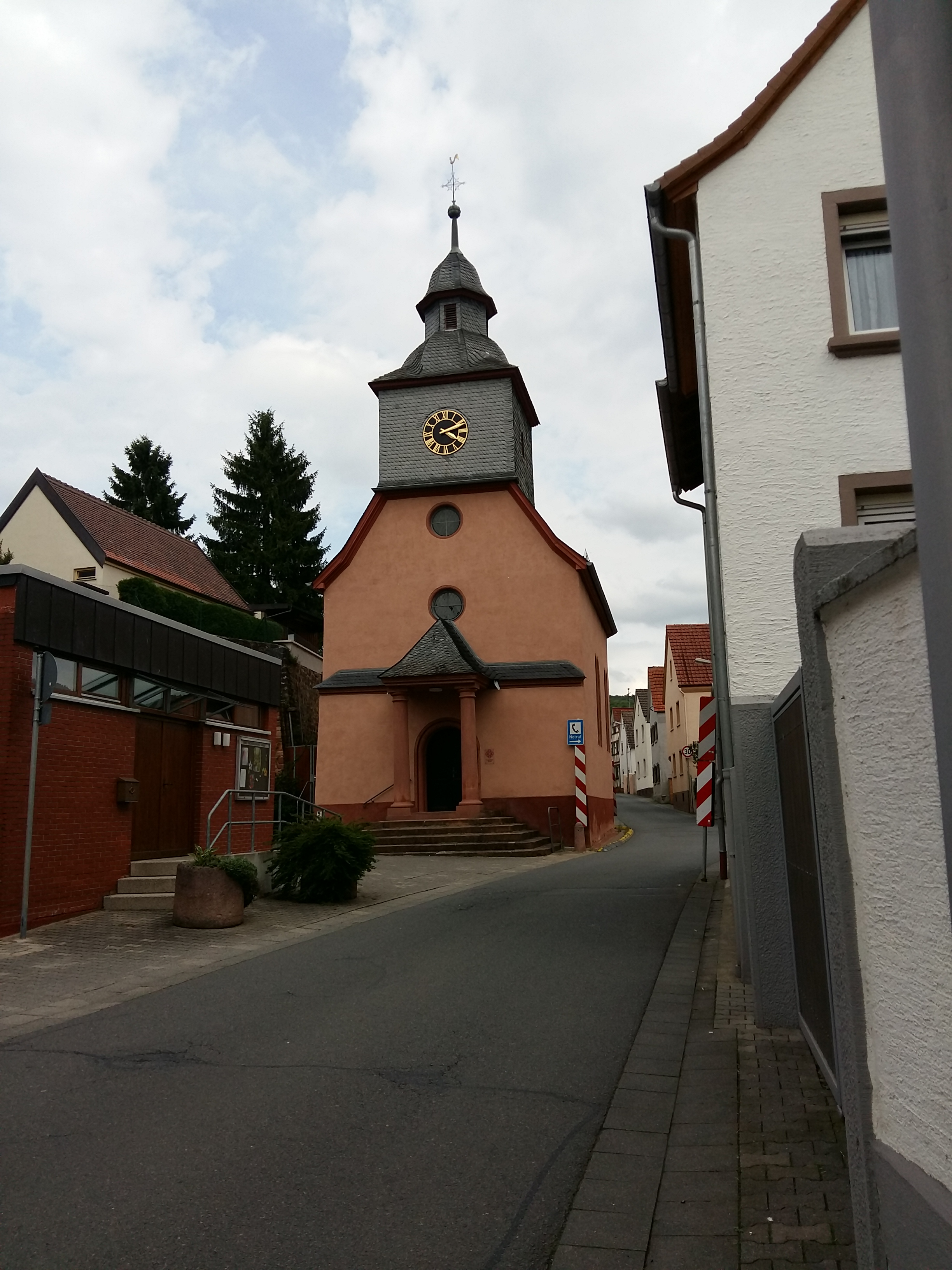
Evangelische Kirche (Raibach)

Die Evangelische Kirche Raibach ist ein denkmalgeschütztes Kirchengebäude, das in Raibach steht, einem Ortsteil der Gemeinde Groß-Umstadt im Landkreis Darmstadt-Dieburg in Hessen. Die Kirchengemeinde gehört zum Dekanat Vorderer Odenwald in der Propstei Starkenburg der Evangelischen Kirche in Hessen und Nassau.

## Beschreibung
Die im Ursprung mittelalterliche Saalkirche wurde 1720 erweitert. Der quadratische, mit einer achtseitigen geschwungenen Haube mit Laterne bedeckte Dachturm, der die Turmuhr und den Glockenstuhl beherbergt, erhebt sich im Westen aus dem Satteldach des Kirchenschiffs. Im Westen wurde 1841 ein klassizistischer Portikus für das Portal angebaut. 1863 wurden dreiseitige Emporen eingebaut. Die Orgel mit 7 Registern, einem Manual und einem Pedal wurde 1727 von Johann Christian Dauphin gebaut.